# Stefan Jozafat Bielikowicz
Stefan Jozafat (Jan) Bielikowicz herbu Bielikowicz – podkomorzy brasławski w 1765 roku, pisarz grodzki brasławski w latach 1747–1765, cześnik brasławski w latach 1740–1752, sędzia kapturów generalnych Korony Królestwa Polskiego i Wielkiego Księstwa Litewskiego w 1764 roku.
Poseł powiatu brasławskiego na sejm 1762 roku. Jako poseł powiatu brasławskiego na sejm elekcyjny 1764 roku był elektorem Stanisława Augusta Poniatowskiego z powiatu brasławskiego.